# Episodi di Scuola di streghe (terza stagione)
La terza e ultima stagione della serie televisiva Scuola di streghe, composta da 14 episodi, è stata trasmessa nel Regno Unito sul canale ITV dal 9 novembre 2000 al 26 gennaio 2001.
| n. | Titolo originale            | Prima TV Regno Unito |
| -- | --------------------------- | -------------------- |
| 1  | Secret Society              | 9 novembre 2000      |
| 2  | An Unforgettable Experience | 16 novembre 2000     |
| 3  | Which Witch is Which?       | 23 novembre 2000     |
| 4  | The Witchy Hour             | 30 novembre 2000     |
| 5  | Learning the Hard Way       | 7 dicembre 2000      |
| 6  | The Hair Witch Project      | 14 dicembre 2000     |
| 7  | Just Like Clockwork         | 21 dicembre 2000     |
| 8  | Cinderella in Boots         | 24 dicembre 2000     |
| 9  | Art Wars                    | 19 gennaio 2000      |
| 10 | Power Drill                 | 22 gennaio 2001      |
| 11 | Better Dead Then Co-Ed      | 23 gennaio 2001      |
| 12 | The Lost Chord              | 24 gennaio 2001      |
| 13 | The Unfairground            | 25 gennaio 2001      |
| 14 | The Uninvited               | 26 gennaio 2001      |